# لورا غلوسر
لورا غلوسر (بالفرنسية: Laura Glauser)‏ مواليد 20 أغسطس 1993 في بيزنسون، هي لاعبة كرة يد فرنسية تلعب كحارس مرمى. مثلت منتخب فرنسا لكرة اليد للسيدات. شاركت في دورة الألعاب الأولمبية الصيفية سنة 2016.

## سجل المنافسة
شاركت في البطولات التالية:
- الألعاب الأولمبية الصيفية 2016
- بطولة العالم لكرة اليد للسيدات 2015
- بطولة أوروبا لكرة اليد للسيدات 2014
- بطولة أوروبا لكرة اليد للسيدات 2016

## الإنجازات
- بطولة العالم لكرة اليد للسيدات ناشئين:
  - الميدالية الفضية: 2012
- بطولة العالم لكرة اليد للسيدات شباب:
  - المركز الرابع: 2010
- كأس أوروبا لكرة اليد للسيدات:
  - النهائي: 2012–13
- كأس أبطال الكؤوس الأوروبية لكرة اليد للسيدات:
  - نصف النهائي: 2010–11
  - الفوز: 2011، 2013، 2014
- كأس فرنسا:
  - الفوز: 2013، 2015

## روابط خارجية
- لورا غلوسر على موقع الاتحاد الدولي لكرة اليد (الإنجليزية)
- لورا غلوسر على موقع الاتحاد الأوروبي لكرة اليد (الإنجليزية)
- لورا غلوسر على موقع اللجنة الأولمبية الدولية (الإنجليزية)
- لورا غلوسر على موقع أوليمبيديا (الإنجليزية)
- لورا غلوسر على موقع اللجنة الأولمبية الفرنسية (مؤرشف) (الفرنسية)